# Филдинг, Уильям, 10-й граф Денби
Уильям Рудольф Стивен Филдинг (англ. William Rudolph Stephen Feilding; 17 апреля 1912 — 31 декабря 1966) — британский аристократ, 10-й граф Денби, 10-й виконт Филдинг и 10-й барон Филдинг в пэрстве Великобритании, 9-й граф Десмонд, 9-й виконт Каллан и 9-й барон Филдинг в пэрстве Ирландии с 1939 года.

## Биография
Уильям Филдинг родился в 1912 году в семье Рудольфа Филдинга, виконта Филдинга, и его жены Агнес Хардинг. Он рано потерял отца, а в 1939 году, после смерти деда, Рудольфа Филдинга, 9-го графа Денби, занял место в Палате лордов как 10-й граф. Филдинг получил образование в Ораторской школе в Южном Кенсингтоне. Он участвовал во Второй мировой войне в чине капитана Колдстримской гвардии, исполнял обязанности мирового судьи в Уорикшире.
В 1940 году граф женился на Верене Прайс, дочери Уильяма Прайса из Треветина, Монмутшир. В этом браке родились дочь Имельда Клэр (1941, жена Дэвида Дойга и Джека Симоняна) и сын Ролло (1943—1995), ставший после смерти отца 11-м графом Денби.